# Спитен-Нюсетер, Оскар
Оскар Спитен-Нюсетер (норв. Oskar Spiten-Nysæter; род. 29 августа 2007, Аскер, Акерсхус) — норвежский футболист, нападающий клуба «Стабек».

## Клубная карьера
Нюсейтер — воспитанник клубов «Аскер» и «Стабек». 29 октября 2023 года в матче против «Сарпсборг 08» он дебютировал в Типпелиге в составе последнего. По итогам сезона клуб вылетел из элиты, но игрок остался в команде. 2 апреля 2024 года в матче против «Олесунна» он дебютировал во Первой лиге Норвегии. 11 мая в поединке против «Мосса» Оскар забил свой первый гол за «Стабек».